# Most Ewripos
Most Ewripos (gr. Γέφυρα Ευρίπου) – drogowy most wantowy nad cieśniną Ewripos w Chalkidzie, w Grecji. Został oddany do użytku 9 lipca 1993 roku. Długość całkowita mostu wynosi 694,5 m.
Budowa mostu rozpoczęła się w maju 1985 roku. Obiekt został oddany do użytku 9 lipca 1993 roku przy udziale premiera Konstandinosa Mitsotakisa. Był to pierwszy most wantowy w kraju. Przed jego otwarciem wyspę Eubea łączył z kontynentalną Grecją tylko jeden most, również w Chalkidzie (tzw. „Stary Most”).
Jest to most wantowy o długości całkowitej 694,5 m. Przez most przebiega jednojezdniowa, dwupasmowa (po jednym pasie ruchu w każdym kierunku) droga, po bokach której znajdują się chodniki dla pieszych. Most wspierają dwa wysokie pylony, pomiędzy którymi odległość wynosi 215 m. Grubość podwieszonych przęseł wynosi 45 cm, dzięki czemu zalicza się on do najcieńszych mostów na świecie.